# 中野剛通
中野 剛通（なかの たけみち、1996年12月18日 - ）は、ジャパンラグビーリーグワントヨタヴェルブリッツに所属するラグビー選手。

## プロフィール
- 兵庫県出身[1]。
- ポジションはフルバック(FB)。
- 身長 186 cm、体重 96 kg
- 関東学生代表に選ばれたことがある[2]。
- 7人制日本代表に選ばれたことがある[3]。

## 略歴
2015年、天理高校卒業後、日本体育大学に入学。
2018年、日本体育大学ラグビー部の主将に就任した。
2019年、日本体育大学卒業後、トヨタ自動車ヴェルブリッツ(現・トヨタヴェルブリッツ)に加入。